# Zielenogorsk (Petersburg)
Zielenogorsk (ros. Зеленогорск, fiń. Terijoki) – miasto w Rosji, w rejonie kurortowym Petersburga, nad Zatoką Fińską. Około 12,1 tys. mieszkańców. Do 13 marca 1940 miasto leżało w granicach Finlandii, w granicach ZSRR od zakończenia wojny zimowej.